# Vanessa
Pour les articles homonymes, voir Vanessa (homonymie).
Genre
Le genre Vanessa regroupe des espèces de lépidoptères de la famille des Nymphalidae, de la sous-famille des Nymphalinae et de la tribu des Nymphalini.
Ces espèces sont nommées en français « vanesses » (terme qui englobe aussi d'autres espèces de genres voisins comme Nymphalis ou Aglais).
En anglais, beaucoup sont appelées red admirals ou painted ladies.
Le genre Vanessa est représenté sur tous les continents. Il comprend notamment deux espèces à très large répartition : la Belle-Dame et le Vulcain, qui sont des papillons migrateurs pouvant parcourir plusieurs milliers de kilomètres. D'autres Vanessa sont migrateurs, mais pas tous.

## Étymologie
Selon l'entomologiste A. Maitland Emmet (en), Johan Christian Fabricius crée le genre Vanessa en 1807 en hommage à Cadenus and Vanessa (en), poème de Jonathan Swift qui crée le pseudonyme Vanessa en référence à son amante Esther Vanhomrigh.

## Morphologie
Les imagos des espèces du genre Vanessa sont des papillons de taille moyenne à grande, avec sur la face supérieure des ailes un motif voyant où s'opposent des zones brun sombre et des zones rouges, orangées ou rosâtres.
Chez toutes les espèces, la zone apicale de l'aile antérieure est brun-noir à taches blanches.
Le revers des ailes est plus discret, avec l'aile postérieure ornée de marbrures brunes, beiges et/ou grises, et parfois d'ocelles.

## Répartition géographique
Le genre Vanessa a une répartition cosmopolite.
Il comporte notamment une espèce quasi-cosmopolite : la Belle-Dame (Vanessa cardui), qui est considérée comme le papillon diurne à l'aire de répartition la plus étendue au monde.
Le Vulcain (Vanessa atalanta) est présent dans une grande partie de l'hémisphère nord, tandis que les autres espèces se restreignent en général à une région du monde.
Vanessa cardui est bien connue pour être une espèce migratrice, effectuant ses trajets saisonniers entre l'Afrique et l'Europe et entre le Sud et le Nord de l'Amérique du Nord.
D'autres espèces du genre ont aussi un comportement migratoire, souvent de moindre ampleur, comme Vanessa atalanta, V. indica, V. virginiensis, V. kershawi et V. itea.

## Systématique
Le genre Vanessa a été décrit par l'entomologiste danois Johan Christian Fabricius en 1807.
L'espèce type pour le genre est Vanessa atalanta (Linnaeus, 1758).
On peut citer comme synonymes notables :
- Cynthia Fabricius, 1807
- Pyrameis Hübner, [1819]
- Bassaris Hübner, [1821]

Le genre Vanessa est classé dans la famille des Nymphalidae, la sous-famille des Nymphalinae et la tribu des Nymphalini.
Des études de phylogénie moléculaire ont montré que Vanessa est étroitement apparenté aux genres Hypanartia, Aglais, Nymphalis et Polygonia, et ont mis en lumière l'histoire évolutive des différentes espèces du genre.
Ces études ont conduit à ajouter au genre Vanessa trois espèces auparavant placées dans le genre Antanartia : Vanessa abyssinica, V. dimorphica et V. hippomene.

## Liste des espèces
Dans sa définition actuelle, le genre Vanessa compte 22 espèces :
- Vanessa abyssinica (C. & R. Felder, [1867]) (= Antanartia abyssinica) — Afrique
- Vanessa altissima (Rosenberg & Talbot, 1914) — Équateur, Bolivie, Pérou
- Vanessa annabella (Field, 1971) — Ouest de l'Amérique du Nord
- Vanessa atalanta (Linnaeus, 1758) — le Vulcain — Eurasie, Afrique du Nord, Amérique du Nord
- Vanessa braziliensis (Moore, 1883) — Amérique du Sud
- Vanessa buana (Fruhstorfer, 1898) — Sud de Célèbes
- Vanessa cardui (Linnaeus, 1758) — la Belle-Dame ou Vanesse des chardons — quasi-cosmopolite
- Vanessa carye (Hübner, [1812]) — Amérique du Sud
- Vanessa dejeanii Godart, [1824] — Indonésie, Philippines
- Vanessa dilecta Hanafusa, 1992 — Timor
- Vanessa dimorphica (Howarth, 1966) (= Antanartia dimorphica) — Afrique
- Vanessa gonerilla (Fabricius, 1775) — Nouvelle-Zélande
- Vanessa hippomene (Hübner, [1823]) (= Antanartia hippomene) — Afrique du Sud, Swaziland et Madagascar
- Vanessa indica (Herbst, 1794) — sous-continent indien, Himalaya, Asie du Sud-Est
- Vanessa itea (Fabricius, 1775) — Australie, Nouvelle-Zélande
- Vanessa kershawi (McCoy, 1868) — Australie
- Vanessa myrinna (Doubleday, 1849) — Amérique du Sud
- Vanessa samani (Hagen, 1895) — Sumatra
- Vanessa tameamea (Eschscholtz, 1821) — Hawaï
- Vanessa terpsichore Philippi, 1859 — Chili
- Vanessa virginiensis (Drury, [1773]) — la Vanesse des perlières — Amérique du Nord et centrale, Macaronésie
- Vanessa vulcania (Godart, 1819) (= Vanessa indica vulcania) — le Vulcain macaronésien — îles Canaries, Madère

Une espèce fossile a également été décrite : Vanessa amerindica Miller & Brown, 1989.

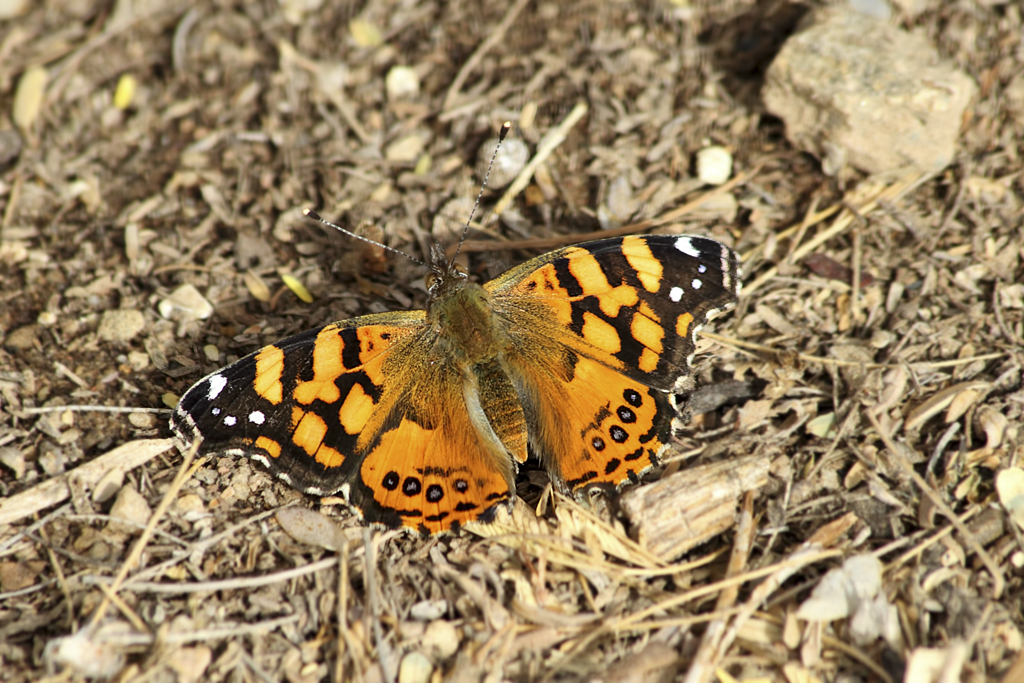
Vanessa annabella
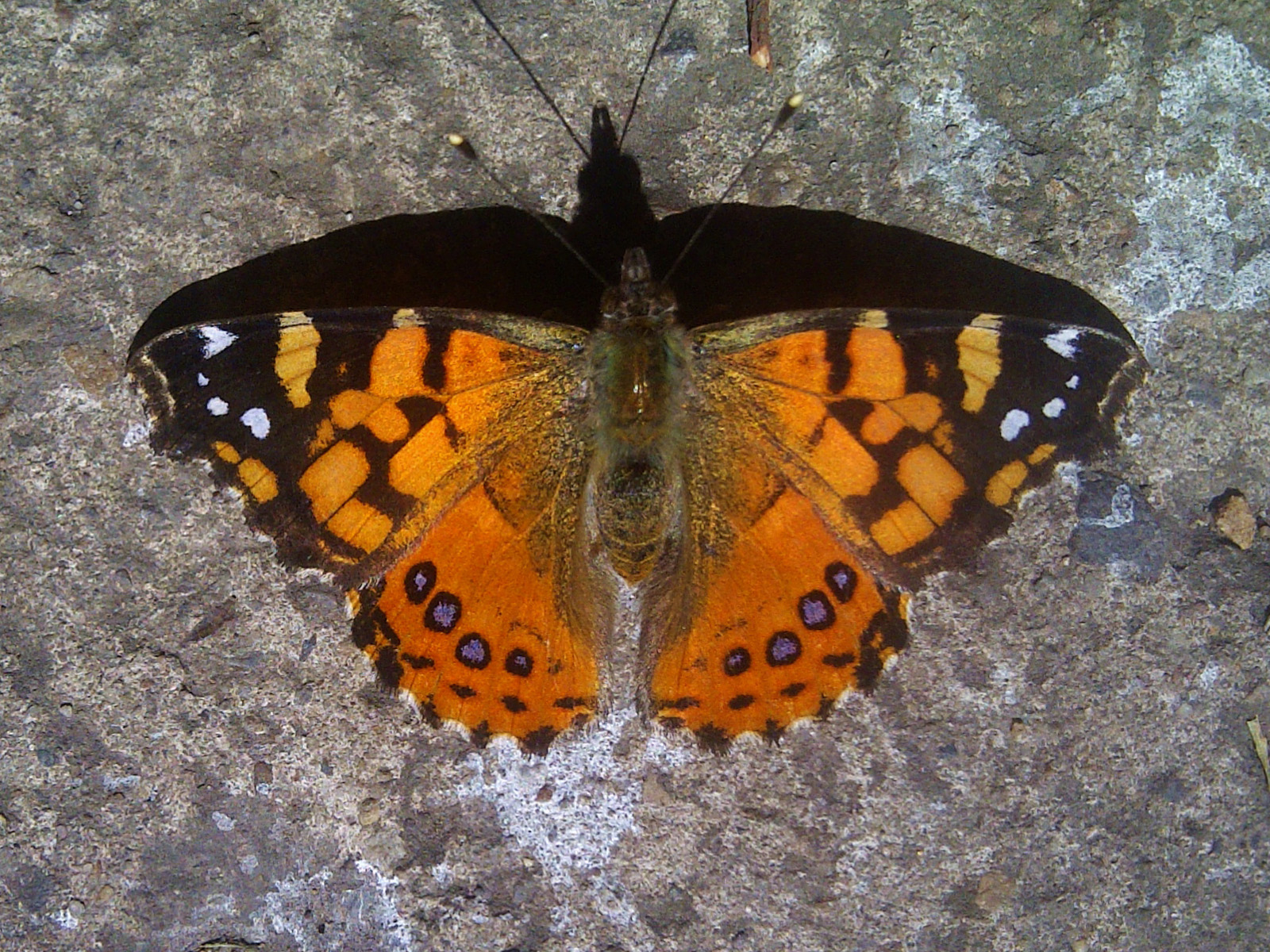
Vanessa carye
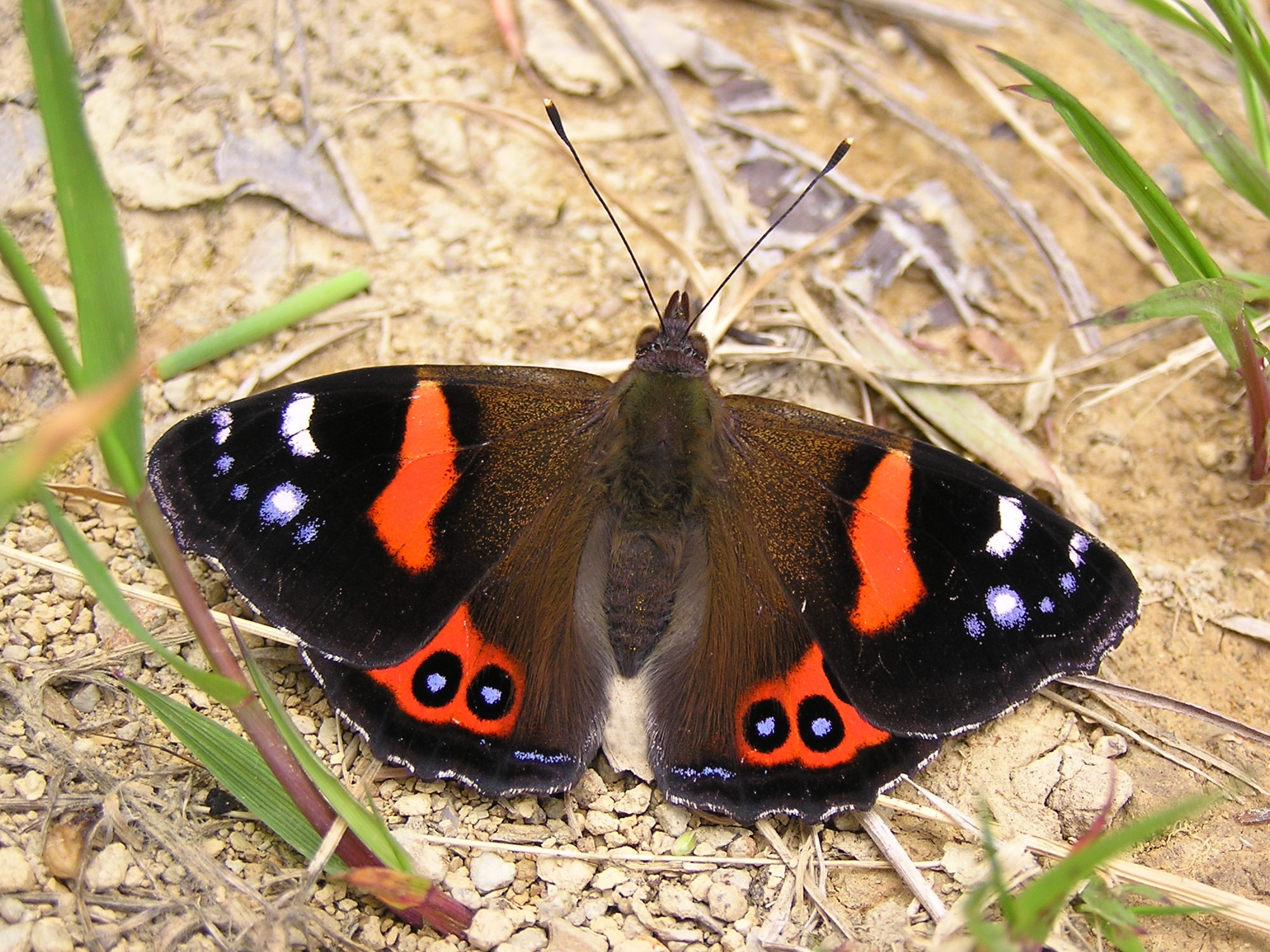
Vanessa gonerilla
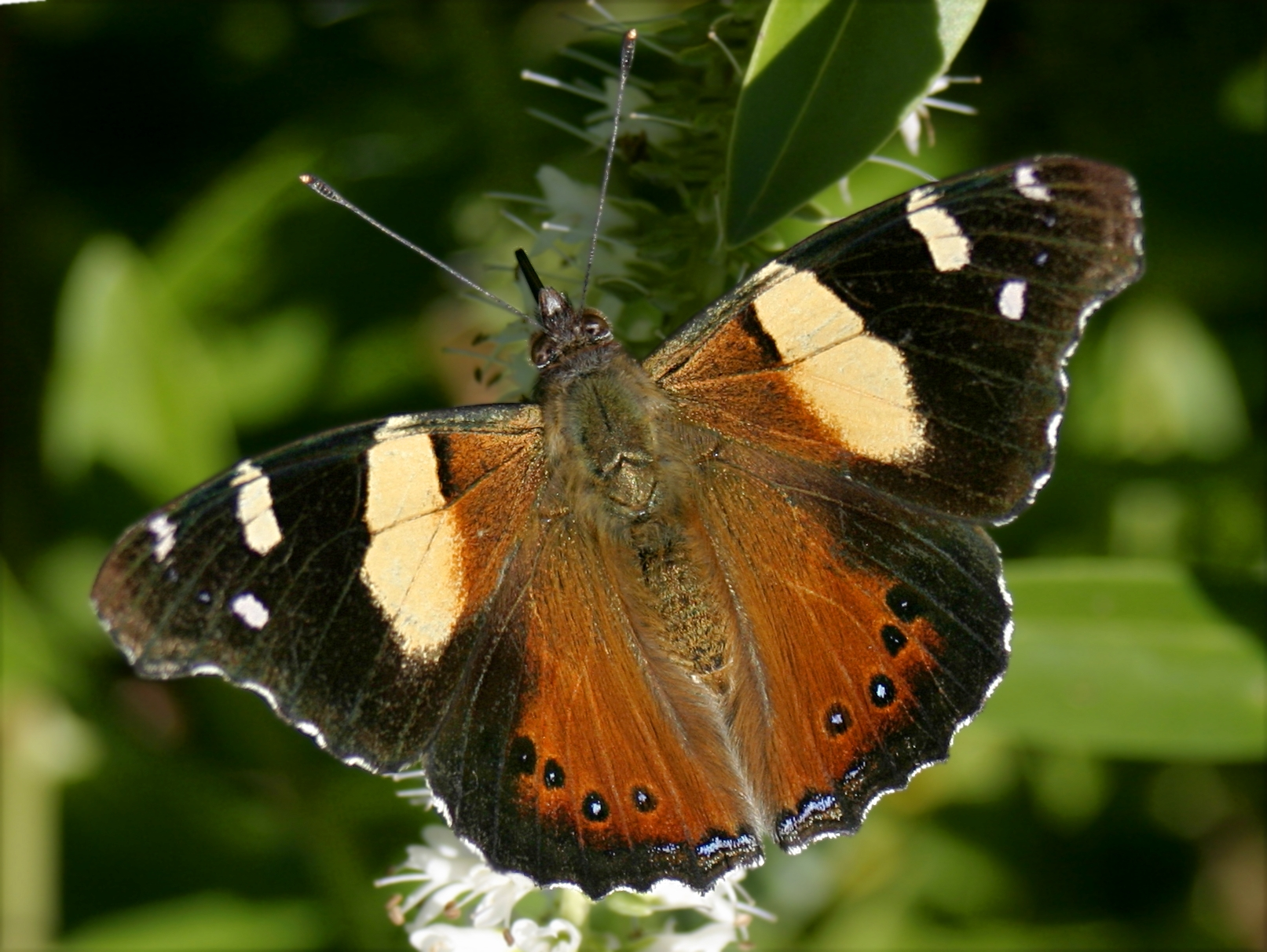
Vanessa itea
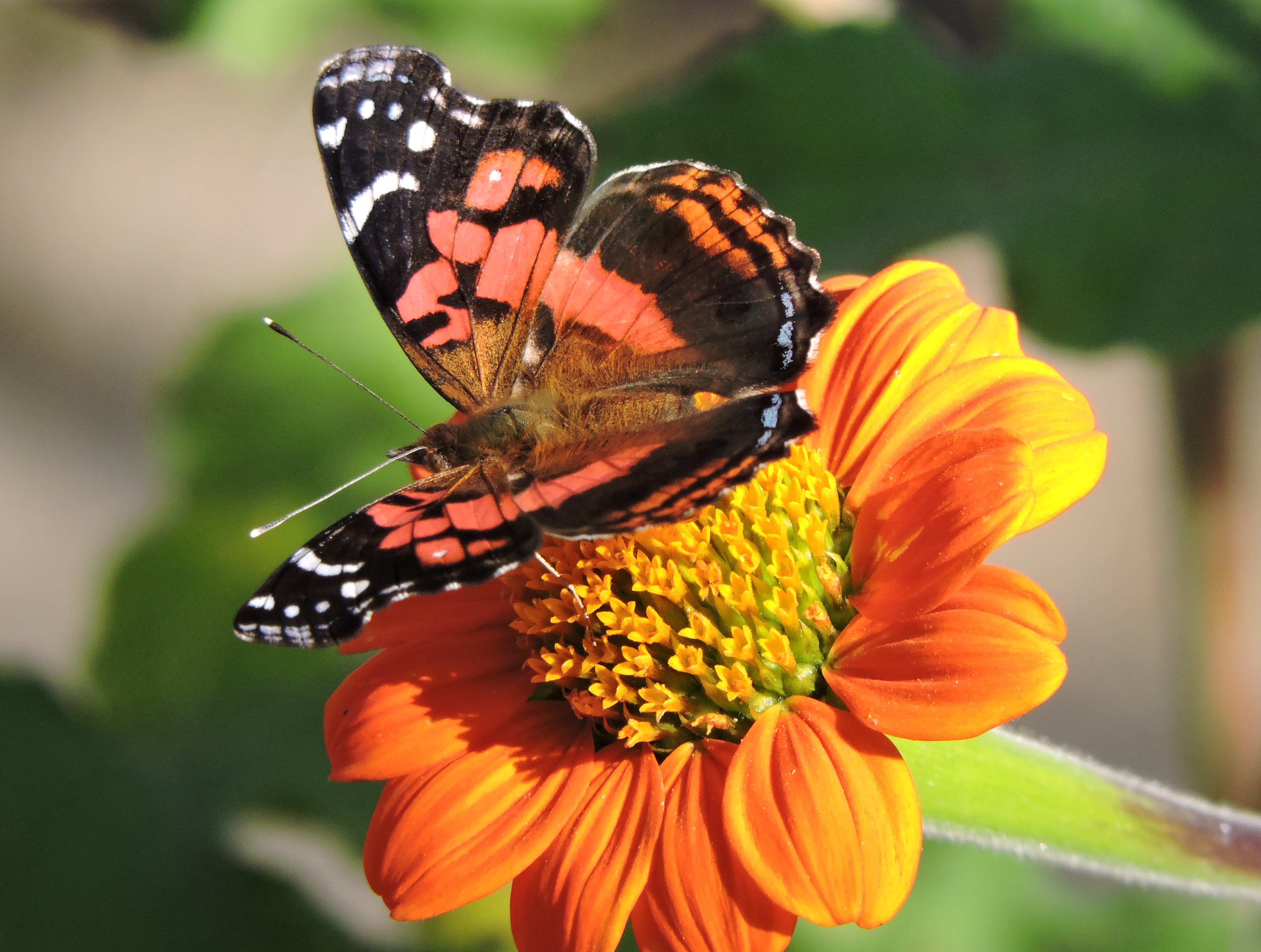
Vanessa myrinna
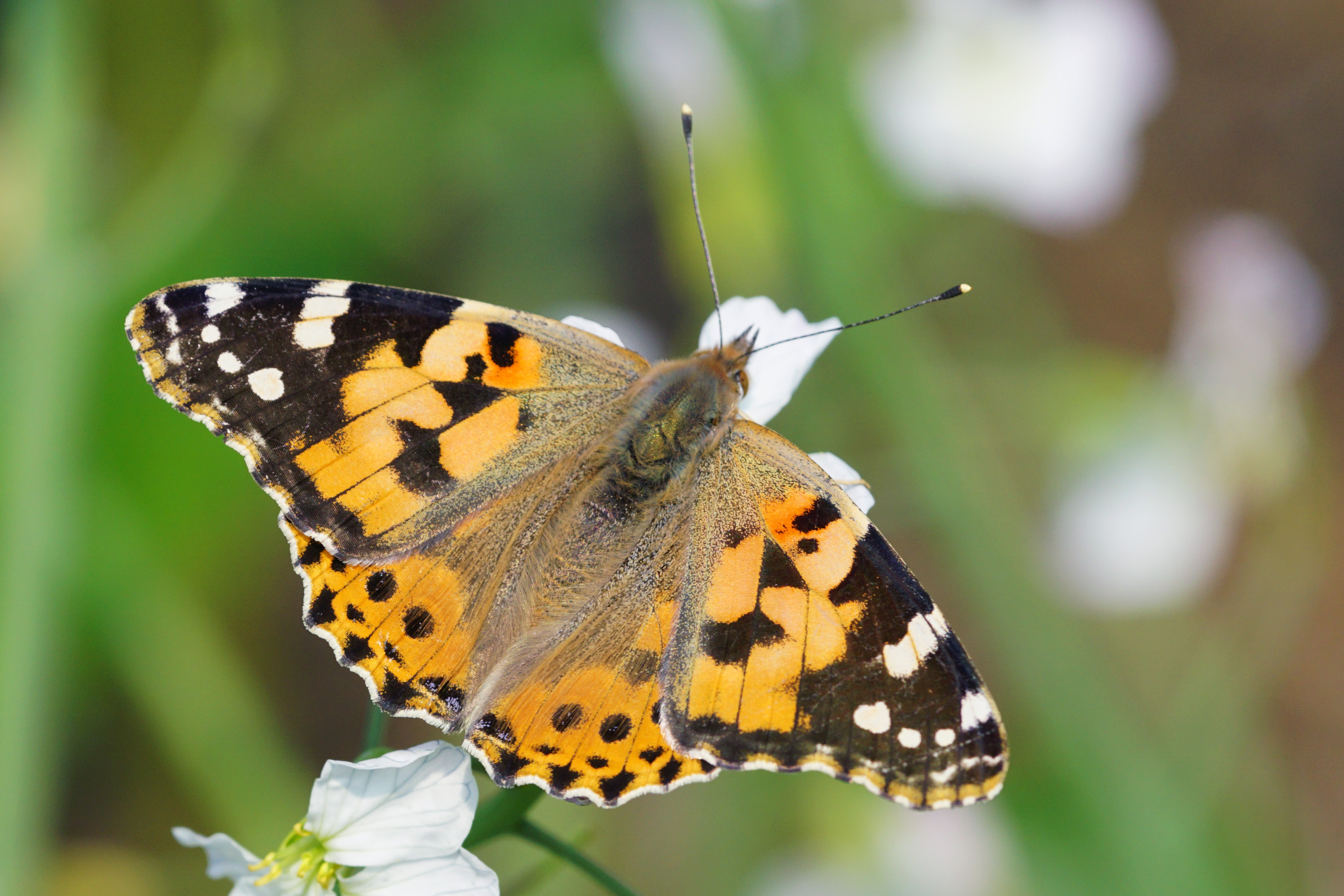
Vanessa cardui
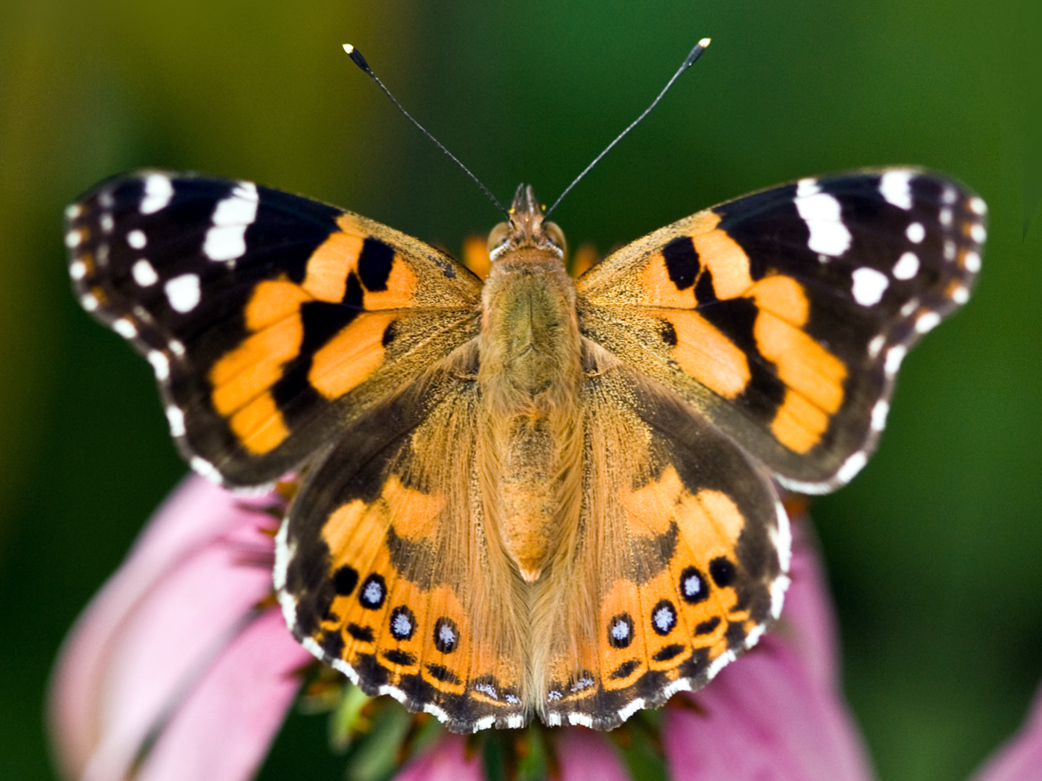
Vanessa kershawi
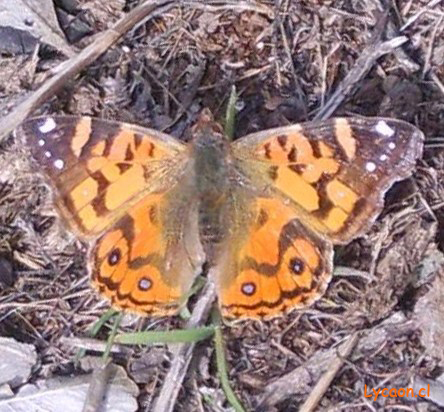
Vanessa terpsichore
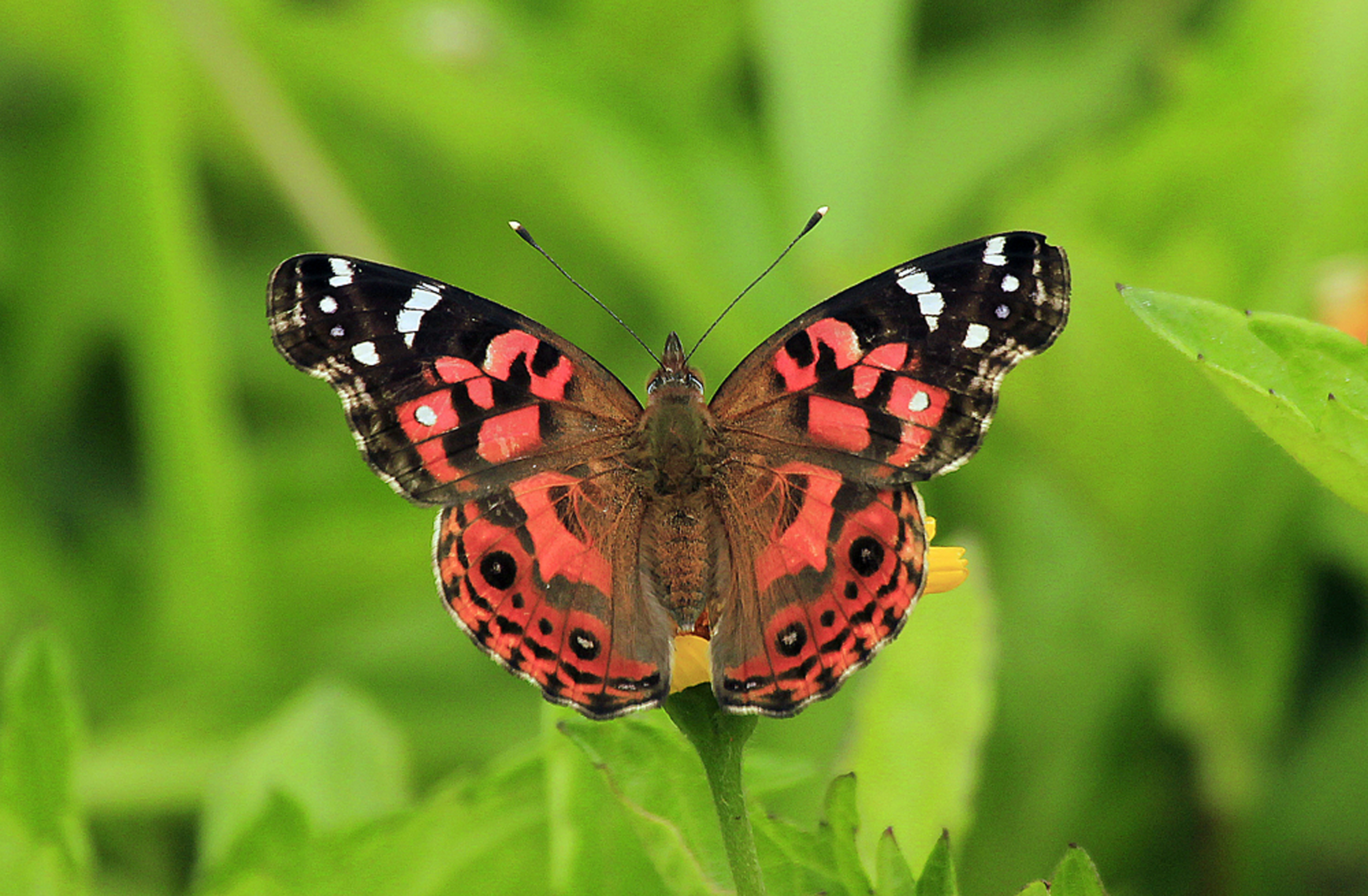
Vanessa braziliensis
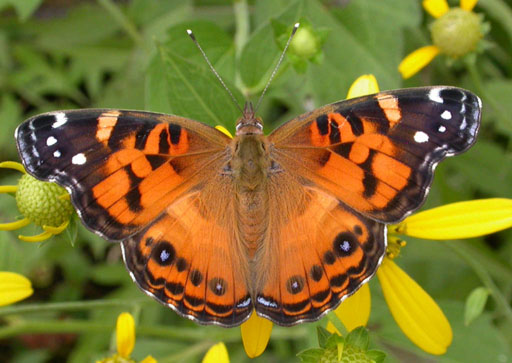
Vanessa virginiensis
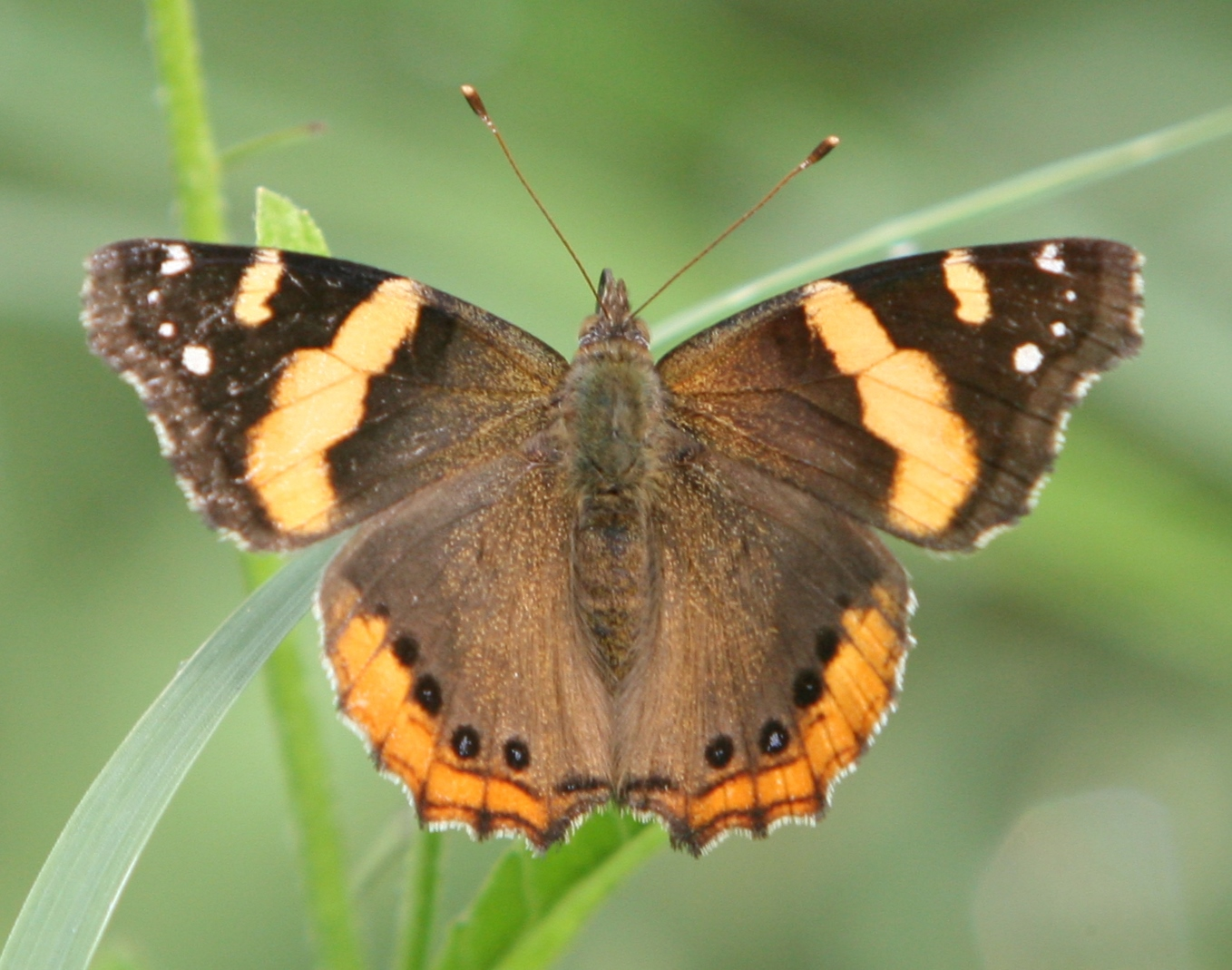
Vanessa abyssinica
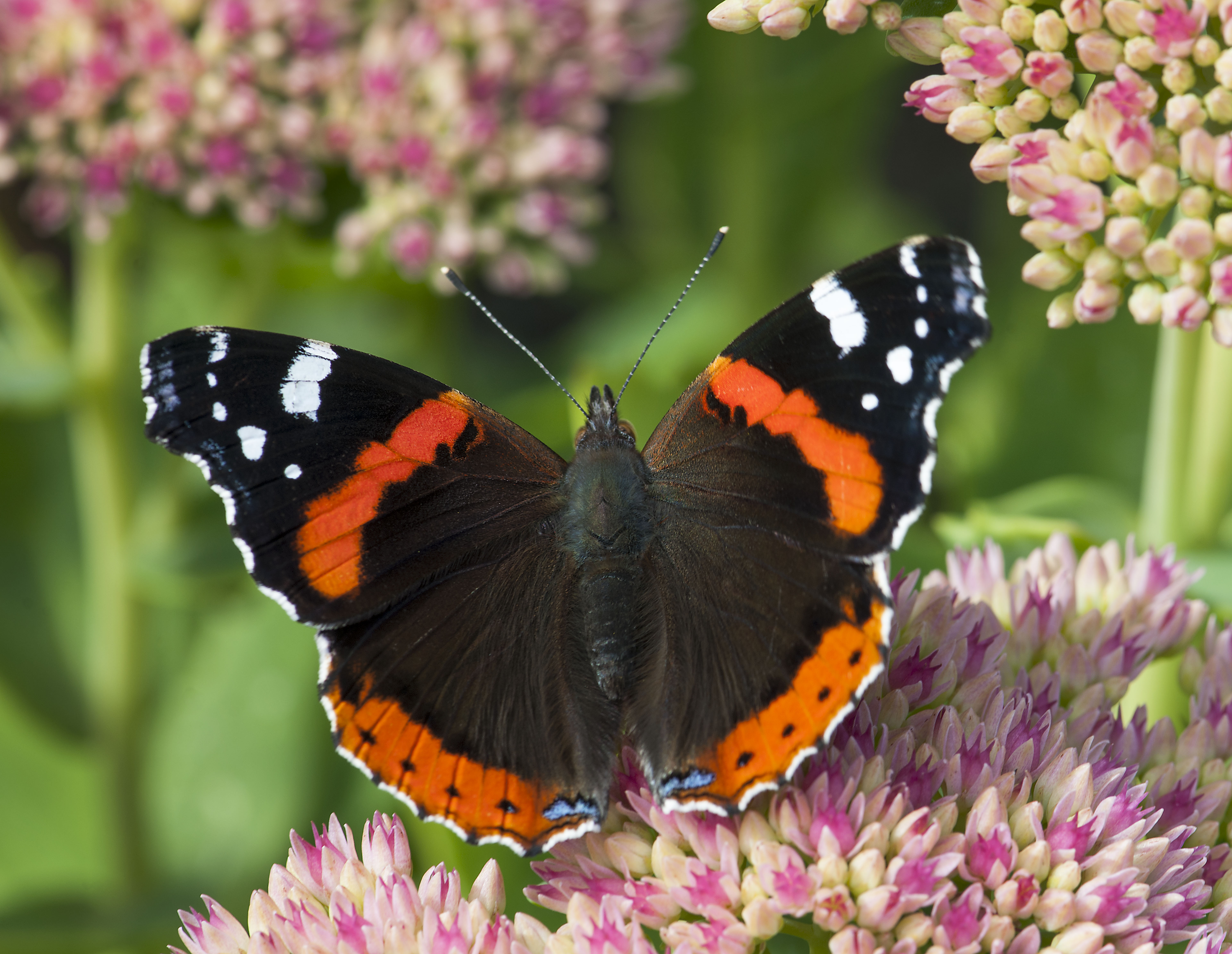
Vanessa atalanta
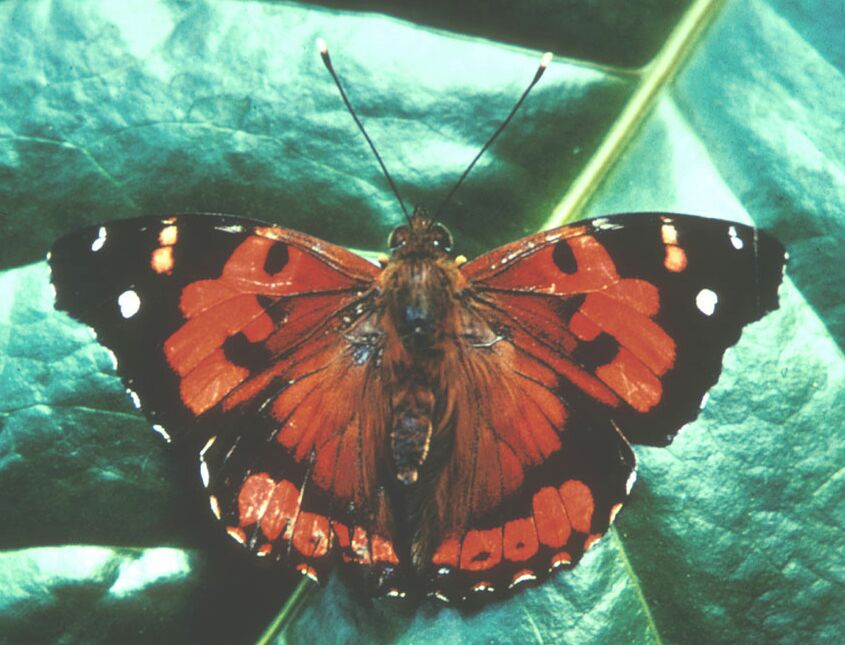
Vanessa tameamea
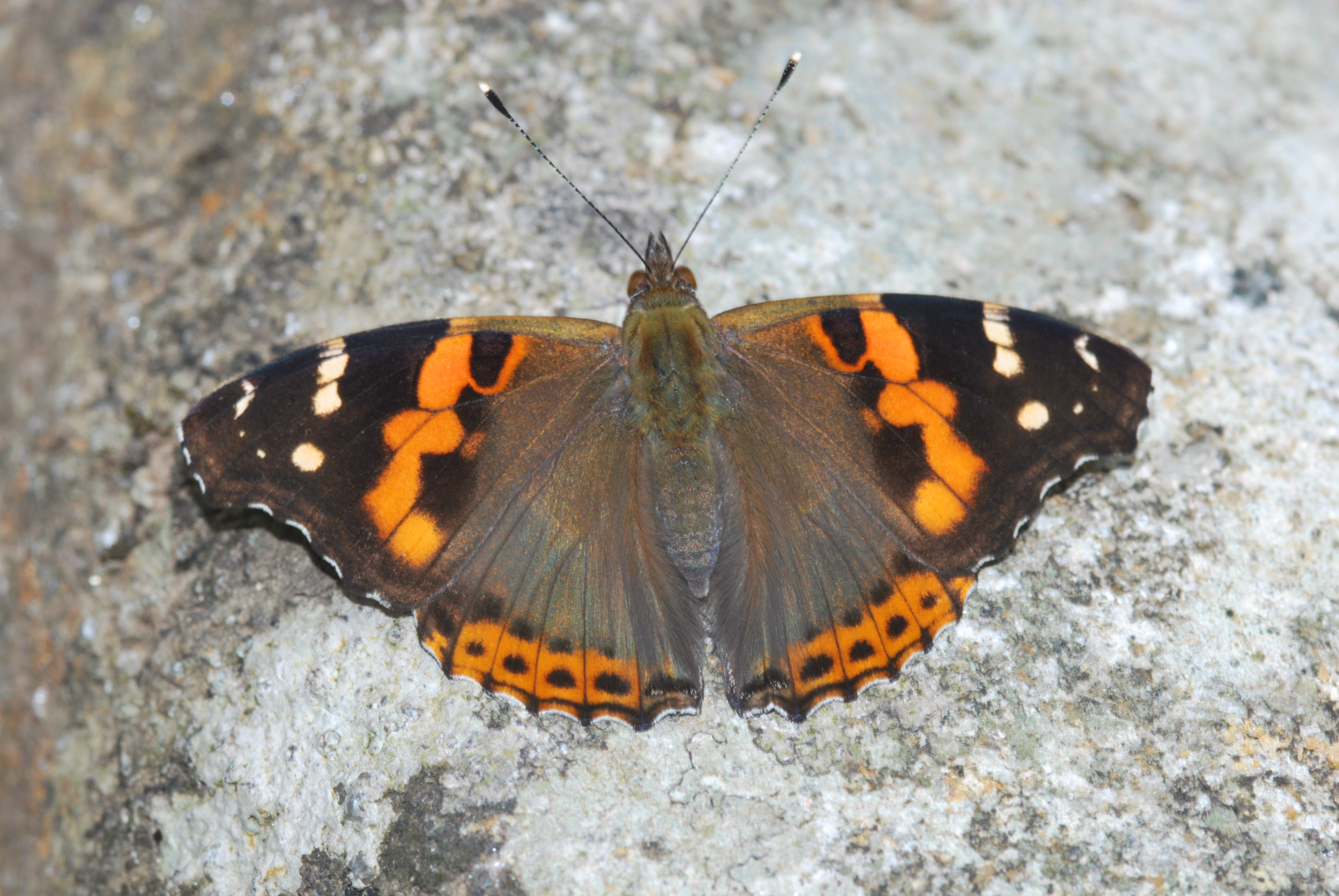
Vanessa indica
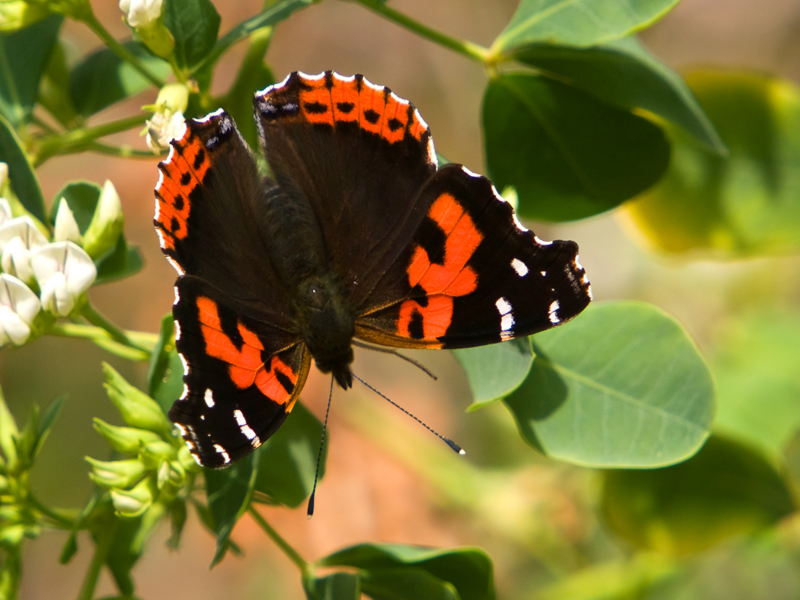
Vanessa vulcania
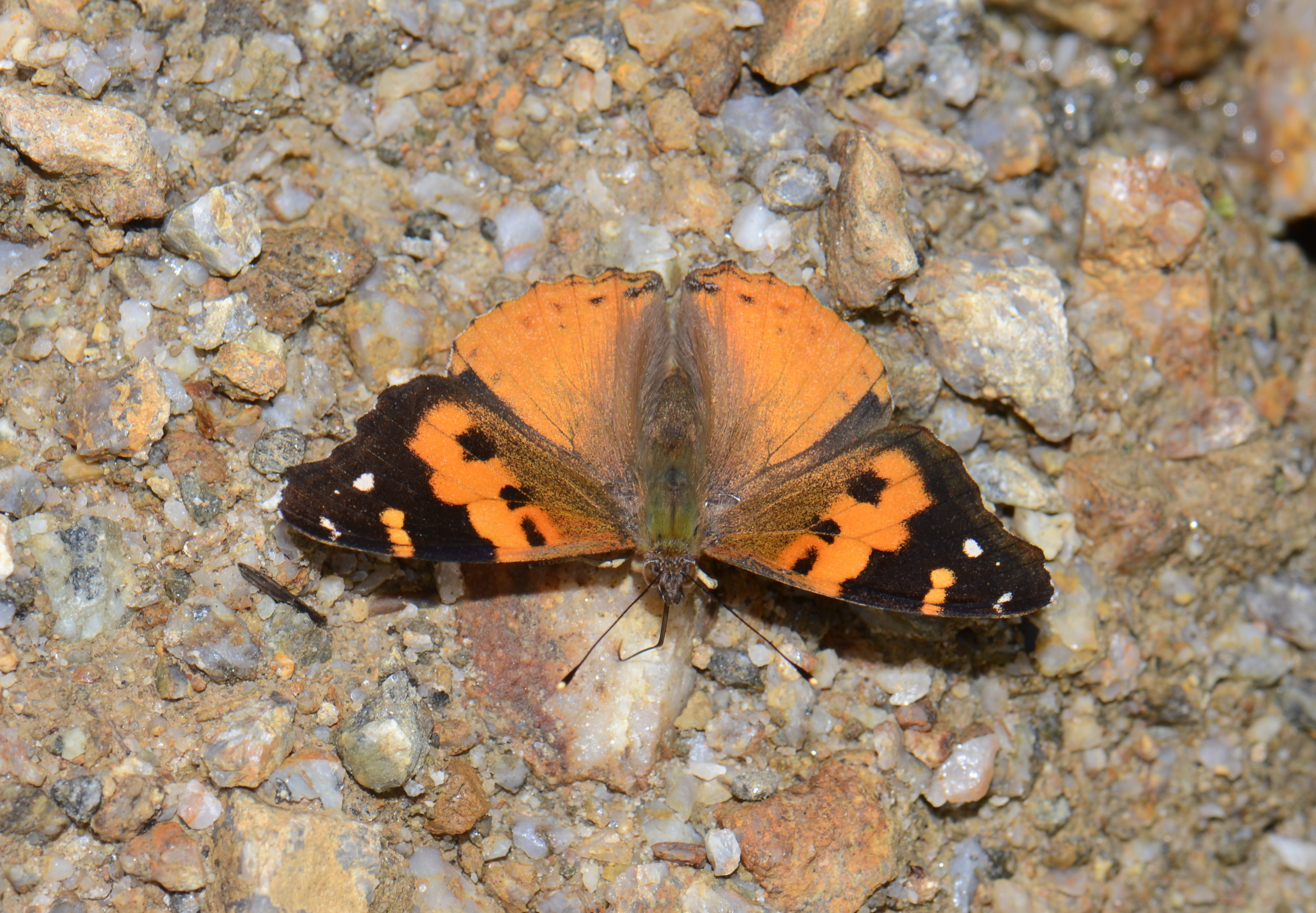
Vanessa samani
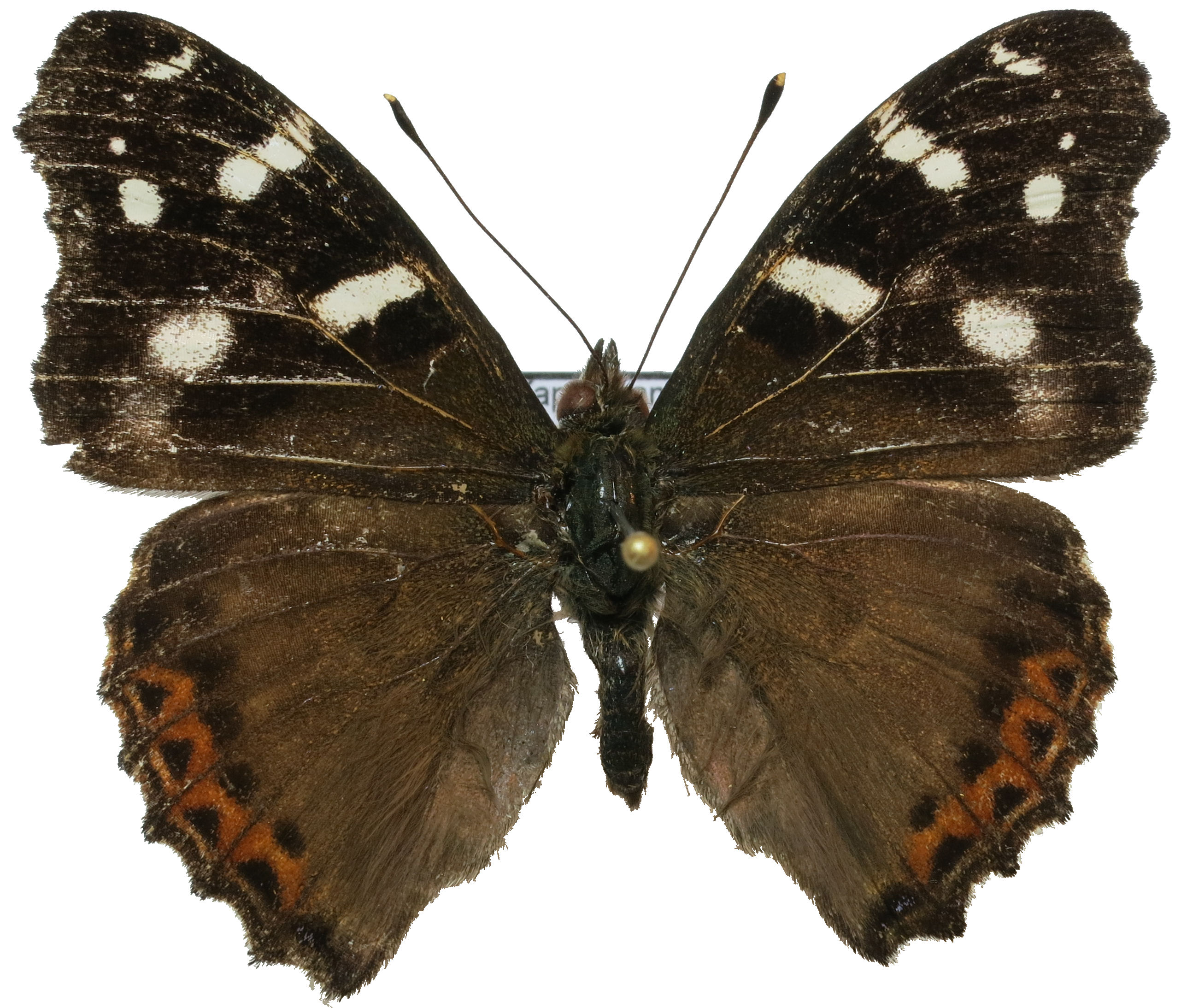
Vanessa dejeanii